# The PhanTen Masked Menace
The PhanTen Masked Menace — четвёртый альбом группы Ten Masked Men, вышедший в 2003 году, на диске записаны кавер-версии различных исполнителей.

## Информация об альбоме
В альбом не вошла ещё одна песня «It Feels So Good», первоначально исполняемая певицей Sonique. 5 мая 2006 года группа оставила следующую запись об этом в своем блоге: 

Эта песня была записана для предыдущего альбома «The PhanTen Masked Menace», но не была закончена, из-за того, что мы посчитали, что никто не в курсе, кто и что, черт побери, это вообще такое: Sonique пришлось выпустить эту песню дважды, чтобы она наконец попала в топ-40 (хотя я думаю, что она достойна первого места). Я думаю, мы выложим её на сайт для заполнения паузы перед выходом нового материала…— официальная страница MySpace группы

## Список композиций
01. When Will I Be Famous (Bros) 

02. Cry Me A River (Джастин Тимберлейк) 

03. Don’t You Want Me (Human League) 

04. Sex Bomb (Том Джонс) 

05. Black Coffee (All Saints) 

06. Fallin' (Alicia Keys) 

07. Independent Women Pt 1 (Destiny's Child) 

08. Goldfinger (Ширли Бэсси) 

09. Genie In A Bottle (Кристина Агилера) 

10. I Get Around (The Beach Boys) 

11. Sledgehammer (Питер Гэбриел) 

12. Hot Stuff (Донна Саммер) 

13. New York, New York (Фрэнк Синатра) 

14. Candy (Bonus Track) (Ash)